# Kounghany
Kounghany est un village de l'Est du Sénégal situé au bord du fleuve diaguili, en face de la Mauritanie. Avec une population totale estimée à 6 043 habitants (source ANSD 2006) inégalement répartie dans les 98 concessions du village avec 2 691 hommes et 3 352 femmes, c'est l'un des plus gros villages du département de Bakel, Région de Tambacounda. Sa proximité avec la Mauritanie au Nord et le Mali à l'Est le place dans une région stratégique de l'Afrique subsaharienne.
Il est situé à 575 km à l’Est de Saint-Louis, à 251 km de Tambacounda, à 152 km de Matam et à 721 km de Dakar. Les principales voies de transport qui mènent à Kounghany sont les pistes sableuses praticables en saison sèche, mais qui rendent difficile d'accès à la saison des pluies, ainsi que le fleuve Sénégal par bateau.

## Historique
Kounghany, qui en soninké équivaut à Kounou Ndébé, signifie « récipient servant à récolter le miel ». Le village aurait été fondé en 1074 par Modou Gueye, originaire de Saint-Louis (Gueth-Ndar), venu s’installer dans la zone au gré de ses pérégrinations.
Avant son installation à Kounghany, il résidait sur l’autre rive du fleuve en Mauritanie en face de Kounghany avec comme seuls bagages, une pirogue, un filet, un couteau, et un morceau de calebasse pour évacuer l’eau qui entrait dans sa pirogue. Après son installation, il s’est rendu compte qu’à chaque fois que sa femme accouchait, l’enfant mourait des suites d’une piqûre de guêpe. Dès lors, il alla trouver un marabout du nom de Gakou auprès de qui il trouva des médicaments pour conjurer ce mauvais sort et rejoindre sa famille. Ainsi, à force de venir à Kounghany, il s’y installa définitivement.
Aujourd’hui, Adamou Gueye, de sa lignée, assure la chefferie traditionnelle et préside aux destinées de la localité.

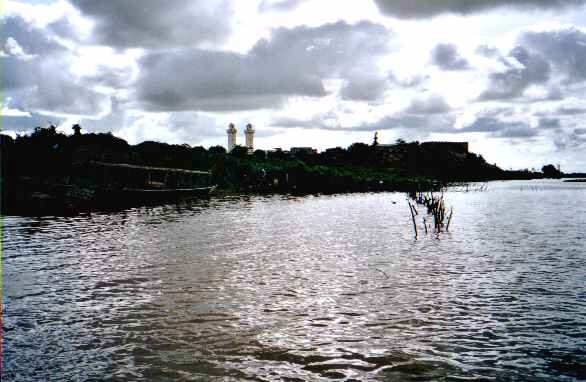
Le Fleuve Sénégal - Coucher du soleil

Sur le plan culturel, Kounghany est un village pluri-ethnique, majoritairement constitué de Soninkés, à côté des Peuls, des Bambaras et des Wolofs, tous d’obédience musulmane et vivant en parfaite harmonie dans l’espace villageois.
Sur le plan linguistique, les populations sont assez ouvertes en ce sens que, en dehors du soninké qui est ici une supervéhiculaire, les autres langues parlées dans le village sont le pulaar, le bambara, le wolof et le français.

## Secteurs d’activités
Les différents secteurs d’activités sont l’agriculture, l’élevage et le commerce dans une moindre mesure. Ces activités constituent la principale source économie du village après les envois de fonds de migrants travaillant dans les pays occidentaux, notamment la France.
L'association de développement de Kounghany Sénégal (ADKS), actrice de la grande muraille verte, initiatrice des enjeux de demain, œuvre dans les domaines de la scolarisation des enfants, la santé communautaire par la fourniture de moyens médicaux, l'intégration des femmes au développement durable et l'agriculture par l'assistance, la formation et l'apport de techniques agricoles.

### L’agriculture
L’agriculture pluviale est la principale activité des populations en ce sens qu’elle occupe plus de 90 % des actifs du village. Ainsi, sur le plan pédologique, la texture des sols constituée de sols deck et deck-dior est favorable à la culture de spéculations comme le mil, le sorgho, le maïs, le niébé et l’arachide.
Le mil, le maïs et le niébé constituent les cultures vivrières alors que l’arachide demeure une culture de rente.
Les revenus agricoles constituent plus de 70 % des revenus globaux des populations de la localité.
Le maraîchage
Le maraîchage est une activité à laquelle les femmes s’adonnent. Cette activité, à l’image de toutes les autres activités des populations de la localité n’a pas encore atteint son véritable potentiel de production du fait d’une part de la rareté de l’eau, et d’autre part, de la faiblesse de la production, de l’étroitesse des marchés et des difficultés de commercialisation.
C’est une activité qui démarre véritablement à partir du mois de septembre dans l’arrière-cour des maisons. Elle contribuerait à l’autosuffisance alimentaire des populations de la localité.
Sa zone d’intervention appartient au domaine soudanien. Elle est caractérisée par 8 mois de saison sèche et 4 mois de saison pluvieuse avec un déficit pluviométrique persistant.
Cette zone est traversée par le fleuve Sénégal. La rive gauche de ce cours d’eau est jalonnée de mares temporaires qui étaient le lieu de reproduction des poissons du fleuve et où s’organisaient la pêche. Depuis trois décennies, la plupart de ces mares ne se remplissaient plus d’eau à cause de la sécheresse persistante et du barrage hydroélectrique de Manantali.
En outre, la sécheresse et d’autres facteurs anthropiques tels que l’agriculture, l’élevage et la coupe de bois de feu et de service ont provoqué une forte dégradation de la végétation et de la biodiversité. C’est le cas de la mare Samba Sélou de Kounghany où les populations, avant l’avènement de ces problèmes, organisaient des séances de pêche collective.
La pêche collective avait cédé la place à la culture du riz qui était pratiquée par les femmes dans le fond de la mare. Certaines espèces d’oiseaux et de poissons qui fréquentaient cette mare étaient devenues rares ou avaient disparu de la zone. Les populations de Kounghany avaient difficilement accès au poisson frais de qualité.

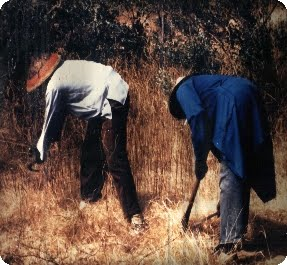
Les champs

### Personnalités liées à Kounghany
Adrian Adams-Sow (1945-2000) a vécu dans le village durant de nombreuses années et a écrit différents ouvrages d'anthropologie sociale sur les Soninkés en général et sur le village de Kounghany en particulier, notamment dans Le long voyage des gens du fleuve en 1977, ainsi que dans La terre et les gens du fleuve en 1985.